# 埃克斯格林 (科羅拉多州)
埃克斯格林（英語：Acres Green）是位於美國科羅拉多州道格拉斯縣的一個人口普查指定地區。

## 地理
埃克斯格林的座標為39°33′24″N 104°53′44″W / 39.55667°N 104.89556°W，而該地最高點為海拔高度1778米（即5833英尺）。

## 人口
根據2010年美國人口普查的數據，埃克斯格林的面積為1.6平方千米，均為陸地。當地共有人口3007人，而人口密度為每平方千米1,879人。